# Pippuhana
Genre
Pippuhana est un genre d'araignées aranéomorphes de la famille des Anyphaenidae.

## Distribution
Les espèces de ce genre se rencontrent au Brésil, au Panama et aux États-Unis.

## Liste des espèces
Selon World Spider Catalog (version 17.5, 28/09/2016) :
- Pippuhana calcar (Bryant, 1931)
- Pippuhana donaldi (Chickering, 1940)
- Pippuhana gandu Brescovit, 1997
- Pippuhana unicolor (Keyserling, 1891)

## Publication originale
- Brescovit, 1997 : Revisão de Anyphaeninae Bertkau a nivel de gêneros na região Neotropical (Araneae, Anyphaenidae). Revista Brasileira de Zoologia, vol. 13, suppl. 1, p. 1-187 (texte intégral).